# Jan Zabuda
Jan Zabuda (ur. 20 października 1859 w Jawiszowicach, zm. 18 listopada 1917 w Jawiszowicach) – działacz ludowy, poseł do austriackiej Rady Państwa.
Urodził się w rodzinie chłopskiej, syn Adama posiadającego gospodarstwo we wsi Jawiszowice, w pow. bialskim (obecnie oświęcimskim) oraz Katarzyny z domu Dadak. Ukończył szkołę ludową w Jawiszowicach. Prowadził odziedziczone gospodarstwo rolne po rodzicach. Od początku lat 90. XIX wieku politycznie związany ze Stanisławem Stojałowskim, działacz od 1896 Stronnictwa Chrześcijańsko-Ludowego, potem od 1904 Polskiego Centrum Ludowego.
Poseł do austriackiej Rady Państwa IX kadencji (27 marca 1897 – 7 września 1900), wybrany w kurii IV (gmin wiejskich) w okręgu wyborczym nr 2 (Biała-Kęty-Oświęcim-Żywiec-Milówka-Slemień). W parlamencie należał do Klubu posłów Stronnictwa Chrześcijańsko-Ludowego.